# 伊尔科夫

伊尔科夫是位于捷克拉贝河畔乌斯季州比利纳河畔的一个镇，人口约2万（2006年）。
50°30′00″N 13°26′53″E / 50.5°N 13.448°E